# La República (Colombia)
La República o LR es un periódico económico, empresarial y financiero de Colombia. Su sede principal está en Bogotá y su circulación alcanza las principales capitales y municipios del país. Tiene una audiencia impresa que supera 200 000 lectores y un tiraje nacional promedio de 70 000 ejemplares de circulación mixta. El diario fue fundado en 1954 por el expresidente Mariano Ospina Pérez y el empresario de Medellín, Julio C. Hernández. 
Uno de sus propietarios fue El Colombiano, pero en agosto de 2002 fue adquirido por la Organización Ardila Lülle (OAL), grupo que compró la totalidad de las acciones del Diario junto a la rotativa y demás elementos excepto la sede del periódico en la ciudad de Bogotá por un valor de $10 000 millones. Así integró el diario al conglomerado de medios de la organización al cual pertenece RCN Radio y RCN Televisión. En diciembre de 2002, el nuevo accionista tomó el control del diario a través de la nueva sociedad denominada Editorial La República S.A.S, la cual, desde ese momento reemplaza a la sociedad Editorial el Globo S.A.S.[2]
Actualmente es miembro de Andiarios, la Sociedad Interamericana de Prensa y la Red Iberoamericana de Prensa Económica (Ripe). Cada año para su aniversario, entrega una de las distinciones empresariales más prestigiosas del país: “El Empresario del Año”, que se ha convertido en un respetado galardón por los hombres de negocios. Este es otorgado como reconocimiento a su aporte a la generación de empleo, la responsabilidad social, la innovación, el crecimiento y grandes operaciones.

## La historia del primer diario económico de Colombia
La República es el periódico Iberoamérica más antiguo que, de manera continua, se ha dedicado a tratar exclusivamente temas económicos.
El primer ejemplar del diario circuló el 1 de marzo de 1954. El periódico se vendía entonces a 15 centavos de peso. Para esa época este era un diario de carácter conservador que nació del deseo de Mariano Ospina Pérez de tener una plataforma para apoyar su candidatura reeleccionista. Con tal fin, buscaba contrarrestar su rival dentro del Partido Conservador, Laureano Gómez, quien hablaba a través de El Siglo.

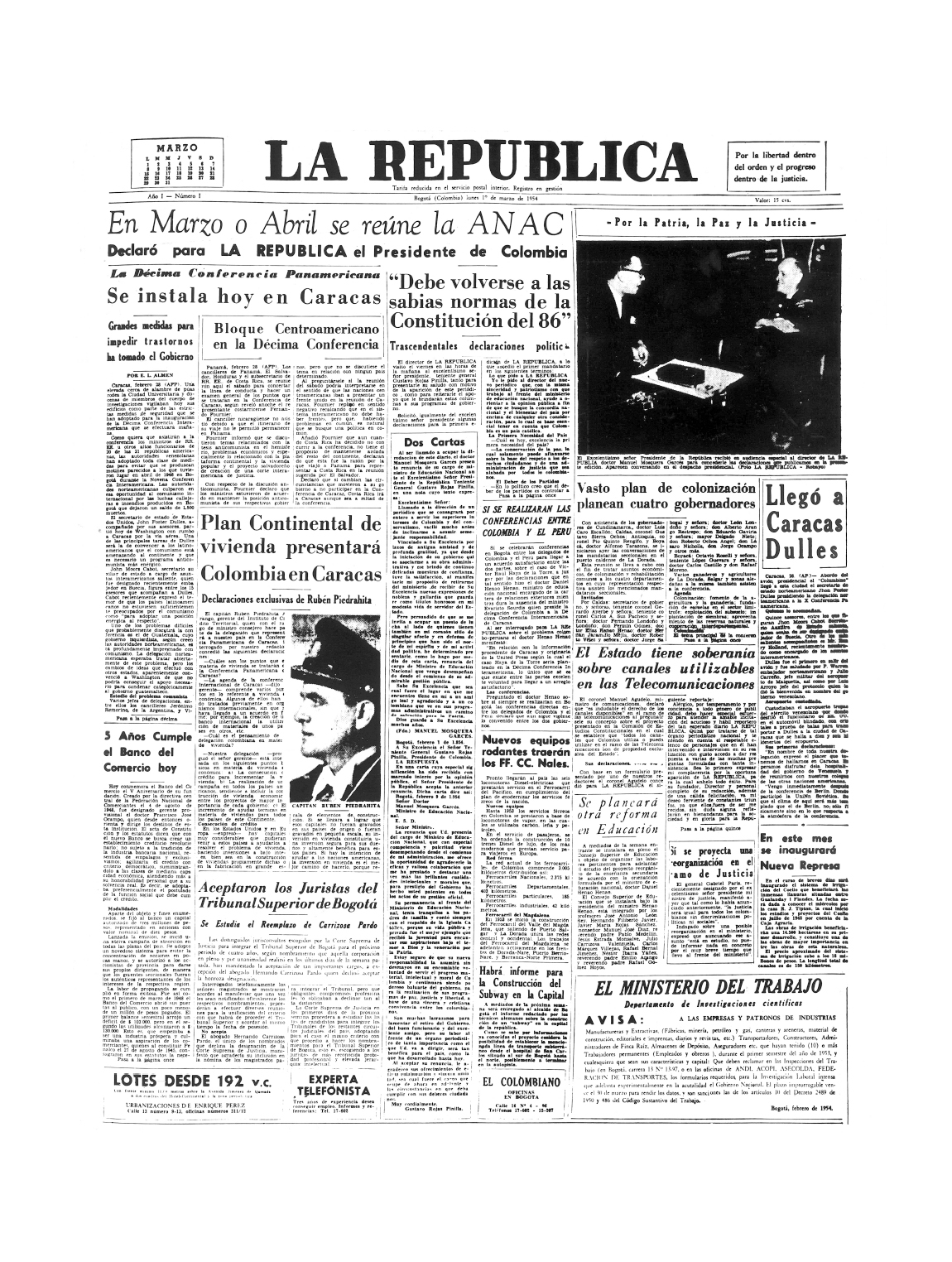

Había en total 17 noticias y dos fotos del general Gustavo Rojas Pinilla, el entonces primer mandatario. “Bajo el cabezote, en recia letra itálica, en caracteres muy pequeños se aclaraba que el registro se hallaba aún “en gestión”. A la derecha, el eslogan inicial del diario, no muy fácil de leer por la escasez de comas, la falta de un verbo y la insistencia en una preposición: “Por la libertad dentro del orden y el progreso dentro de la justicia”, relata el libro ‘El espíritu de La República’, escrito por Sergio Ocampo Madrid.
La línea editorial y periodística del diario de economía la han dictado ocho personajes de formación económica, financiera, legal, filosófica y periodística: el expresidente Marino Ospina Hernández, el exministro de Educación, Manuel Mosquera Garcés; el exembajador en Francia Silvio Villegas; el exministro de Relaciones Exteriores, Alfredo Vázquez Carrizosa; el exembajador en Francia, Mario Laserna Pinzón; el abogado Ruperto Molina Gracia; el empresario Rodrigo Ospina Hernández, el filósofo Jorge Sierra Montoya y el periodista Fernando QuijanoVelasco.
En los años 1960, bajo la dirección de Ospina Hernández, el periódico concluyó su especialización en información económica. A fines de la década de 1970, se caracterizó como Diario Empresarial y Financiero. En 1986, fue sometido a un profundo rediseño de forma y contenido. En 1995 llegó a la dirección el periodista Fernando Quijano Velasco.

## Diseño de La República
Hace tres décadas, cuando el diario profundizaba su especialización en economía, estaba compuesto de tres secciones. La primera, llamada ‘A’ contenía noticias de carácter económico y del ámbito nacional. Un segundo cuadernillo, bajo el nombre de ‘B’, incluía la información financiera y del sector automotor. Finalmente, el ‘C’ era el lugar de los contenidos de deportes y espectáculos.
Posteriormente, en 1993, Jorge Hernández Restrepo se hace cargo de LR y Fernando Quijano, entonces editor general de El Colombiano fue enviado a Oslo, Noruega, a conocer los procesos de funcionamiento de un software de noticias en comunidad que era vendido por el del diario VG (Verdens Gang). En ese viaje, Quijano trajo también la idea del cabezote reducido.
En 1995 se cambió el logotipo tradicional por las letras blancas con fondo rojo, LR. Desde entonces, desapareció también la organización clásica del impreso y se adoptó el formato de tabloide. Además se convirtió en el único impreso grapado del mercado. Desde 2001, el diario incluyó todas las imágenes sangradas.
LR está dividido en cinco secciones fijas: Economía, Empresas, Finanzas, Ocio y Globoeconomía, más un inserto que se publica a diario: Asuntos Legales. Estas páginas están acompañadas de las de análisis y las ediciones especiales que circulan algunos días.
Adicionalmente, existen las anclas, que son secciones frías que salen una vez a la semana, ya sea en la edición impresa o en la digital. Se trata de Consumo, Finanzas Personales, Alta Gerencia, Responsabilidad Social, Salud Ejecutiva e Internet Economy.
Además, quincenalmente, se publica Agronegocios, la publicación líder en contenidos del agro que reúne información relevante, oportuna y de interés en temas agropecuarios.

## Temas

#### Economía, la coyuntura del sector público
En esta sección se incluyen las noticias económicas de fuentes oficiales y los datos que estructuran la actividad económica del país. La inflación, desempleo, el Índice de Precios al Consumidor (IPC), el producto interno bruto (PIB), la balanza comercial, el direccionamiento de los tratados de libre comercio (TLC), la fijación del salario mínimo, déficit y exportaciones, entre otros. Son temas recurrentes. Algunas de las fuentes que manejan los periodistas de esta sección son: Comercio Exterior, Infraestructura, Hacienda, Educación, Minas y Energía, Transporte, Laboral, Salud, Bogotá y Agricultura.

#### Empresas, el sector privado
En la sección se tratan temas del sector privado como nombramientos, apertura de nuevas sucursales, inversiones, marcas, resultados de la operación, compras, fusiones, reorganizaciones de mercado, etc.
Está compuesta por redactores que trabajan fuentes como Comercio, Tecnología, Industria, Telecomunicaciones, Automotores, Bebidas, Restaurantes, Compañías de Pensiones, Construcción y Educación.
Aunque la agenda de la sección está marcada por los anuncios o los pleitos que diariamente van anunciando las empresas, el esfuerzo adicional de la sección están en anticipar las jugadas, compras y reorganizaciones.

#### Finanzas, un ABC para invertir
En esta sección los lectores pueden encontrar cómo financiarse en el sector bancario, en el mercado secundario y todas las noticias que tienen que ver con el costo del dinero: tasas de interés de los bancos, el movimiento de la bolsa, el mercado cambiario, el mercado accionario, fiduciarias, fondos de capital, los seguros, las cooperativas, etc.
Además, en esas páginas se registra el comportamiento de la bolsa de Colombia y de Wall Street, así como la cotización del dólar. Con las noticias se incluyen páginas de indicadores entre los que se destacan los precios de las materias primas, las acciones de la Bolsa de Valores de Colombia y el comportamiento del Mila. Además de la variación de los indicadores Dow Jones, el Nasdaq y el Standar & Poors, el ranking de los millonarios del mundo, y cómo está la deuda de Latinoamérica.

#### Globoeconomía, noticias internacionales
La sección internacional del diario busca focalizar la información del mundo en el impacto que tendrá en Colombia y en sus empresas, dando valor agregado al tradicional enfoque de información de Estados Unidos y Europa.
De esas necesidad de tener noticias más regionales, nació la Red Iberoamericana de Prensa Económica (RIPE), de la que forman parte el Diario Financiero (Chile), Gestión (Perú), El Observador (Uruguay), El Cronista Comercial (Argentina), El Economista (México), 5 Días (Paraguay), Valor Económico (Brasil) y Expansión (España), y cuya información tiene todos los días un espacio en el impreso y en la versión digital de LR.
Adicionalmente, los lunes se incluyen dos páginas con artículos de The Wall Street Journal.
Una de las características de esta sección son las comparaciones, sobre todo con los países de la Alianza del Pacífico o de América Latina, para evidenciar el comportamiento de las economías.

#### Ocio, disfrutar el dinero
En la sección de Ocio al lector se le aconseja cómo gastar el dinero que tiene, disfrutarlo y entretenerse. Allí se cubren temas como el arte, los espectáculos, las tendencias sociales, o los sucesos cíclicos de la vida cotidiana o de la cultura como las vacaciones, las temporadas, las propuestas de pensamiento, todo esto desde un punto de vista económico y de negocio.
Al final, también se incluyen las páginas de 'Sociedad Limitada', una subsección donde van las fotos de los eventos sociales como lanzamientos de discos, nuevas colecciones de ropa, apertura de hoteles y otros eventos que tienen las características para ser destacados.

#### Asuntos Legales, el componente jurídico
Además de las secciones fijas que van dentro del cuerpo de LR, diariamente circula con el periódico la separata de Asuntos Legales, dedicada al cubrimiento de temas judiciales que tienen impacto económico como los líos de marcas, decisiones de la Superintendencia de Industria y Comercio, de Sociedades y Financiera.
Hace seguimiento de los casos que tienen un impacto en el mundo económico, empresarial y financiero y también de las movidas de negocio de la industria legal, como la llegada de nuevos bufetes al país o el recuento de aquellos que están dedicados a un sector u otro.
Durante 2013, esta separata se rediseñó y se ajustó a un formato tabloide europeo, al igual que LR, pero sus contenidos internos van solo en blanco y negro.
Como contenidos fijos, Asuntos Legales cuenta con la sección de opinión, un consultorio de un experto y, los fines de semana, con una página de información de Ripe.
Otra diferencia con LR es que los periodistas no firman con su correo institucional, como lo hacen en las páginas del diario, sino que utilizan su usuario de Twitter y aconsejan un hashtag para la discusión en redes sociales.

#### Nuevos medios, la conexión en tiempo real
La actualización de la página web y las aplicaciones dependen de la sección de Nuevos Medios, que además de cargar el contenido propio, está encargada de monitorear los medios Ripe y la información de carácter internacional que se genera en las agencias de prensa.
Adicionalmente, de ellos depende el manejo de las redes sociales en las que el periódico tiene participación.

## Empresario del año
Desde 2003, La República elige el 'Empresario del Año'. El elegido es el resultado de un proceso que comienza con la recopilación del índice que acompaña la contraportada del periódico, en el cual están los nombres de las firmas sobre las cuales se escribió una noticia. Con este listado se elabora una preselección de las compañías que tuvieron más menciones en el año de estudio.
Entre ellas se hace una depuración y se seleccionan aquellas que protagonizaron información periodística positiva, bajo los parámetros anteriormente citados, hasta llegar a una lista definitiva de candidatos. Con los nominados listos, Invamer Gallup aplica la encuesta a 200 altos ejecutivos del país para que ellos mismos elijan al ganador.